# Bluebird-Proteus CN7
El Bluebird-Proteus CN7 es un vehículo propulsado por una turbina de gas conducido por Donald Campbell. Consiguió el récord mundial de velocidad en tierra sobre el lecho del Lago Eyre en Australia el 17 de julio de 1964. El vehículo elevó el récord de la FIA sobre un recorrido de una milla a la velocidad de 403,10 millas por hora (648.73 km/h).

## Diseño y construcción

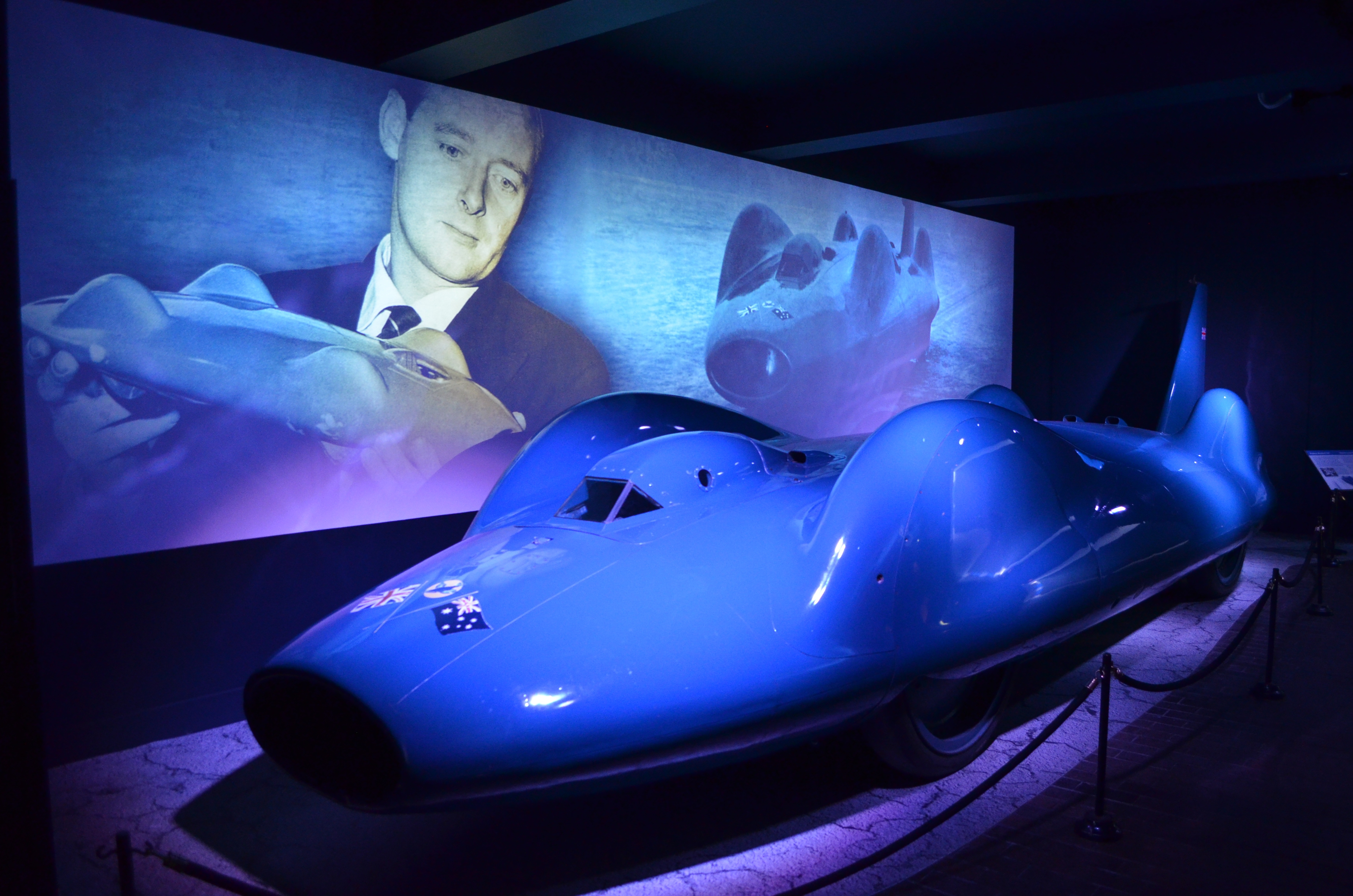
El CN7 en Beaulieu, con la imagen del piloto Donald Campbell al fondo

Campbell empezó en 1956 a plantear un automóvil capaz de batir el récord de velocidad en tierra de 394 mph (630 km/h), que por entonces estaba en poder de John Cobb con el Railton Mobil Special. Los hermanos Norris, quienes habían diseñado para Campbell el hidroplano Bluebird K7 con el que había cosechado grandes éxitos, concibieron el Bluebird-Proteus CN7 con el objetivo de las 500 millas por hora (800 km/h) en mente. El CN7 (Campbell–Norris 7) fue construido por Motor Panels Ltd en Coventry, con la supervisión de James Milner Phillips y con Ken Norris como diseñador jefe. Estuvo terminado en la primavera de 1960.
El Bluebird CN7 era el primer vehículo concebido para superar el récord de velocidad en tierra que utilizaba un motor de turbina de gas.
El Bristol-Siddeley Proteus era el primer motor de turbina a gas producido con éxito por la compañía aeronáutica Bristol, y entregaba una potencia de 3320 kW. Era un turboeje de doble rodete y flujo inverso. Dado que las etapas de la turbina no accionaban los pasos de un compresor, sino que solamente hacían girar un eje propulsor, este motor es a veces clasificado como una turbina libre. La turbina, una Proteus 705, había sido especialmente modificada por Stanley Hooker de la Bristol para poder accionar un eje propulsor en cada extremo del rotor. Estos ejes estaban conectados directamente a los mecanismos de propulsión finales, dotados con diferenciales de relación fija (3.6 a 1), que a su vez proporcionaban tracción a las cuatro ruedas mediante sistemas de engranajes.
El vehículo pesaba 4 toneladas y fue construido con paneles huecos en nido de abeja de aluminio de alta resistencia, con un sistema independiente de suspensión de doble horquilla. Las llantas aligeradas y los neumáticos de 52 pulgadas fueron fabricados por Dunlop, que dispuso una presión de inflado superior a 7 kp/cm2. Cuando el Bluebird corrió en Goodwood se utilizaron con 9 kp/cm2, y para los intentos de récord se elevó la presión hasta los 11,25 kp/cm2. El área frontal del vehículo era de 2,4 m2, y su coeficiente aerodinámico de 0,16, dando un área de arrastre de 0,4 m2.
Los frenos de disco estaban diseñados por la firma Girling, y se situaron en el interior del chasis (para reducir la masa no suspendida), actuando hidráulicamente sobre los ejes de las cuatro ruedas mediante un sistema de control neumático. Los discos de freno medían 41,6 cm de diámetro y eran capaces de trabajar hasta una temperatura máxima de 1200 °C. También disponía de un sistema de aerofrenos extensibles hidráulicamente, situados en la parte trasera del vehículo. Además, la turbina proporcionaba aproximadamente 500 hp de freno motor cuando se accionaba este sistema a 400 mph, pero su efecto disminuía a velocidades más bajas.

## Goodwood, 1960

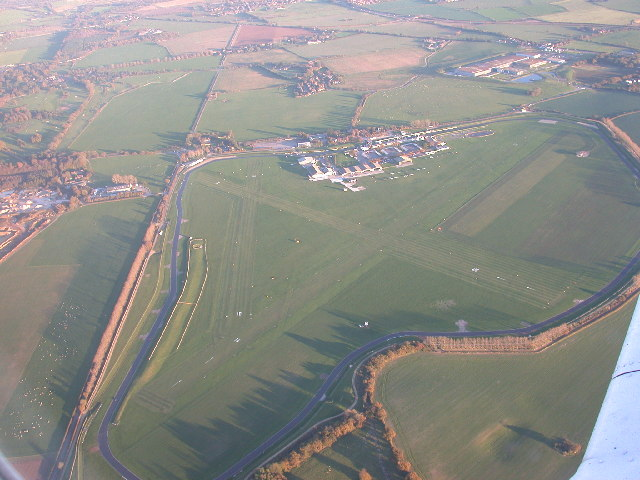
Vista aérea del circuito de Goodwood

En julio de 1960, Campbell presentó al público su Bluebird CN7 en el circuito de Goodwood por primera vez (la segunda vez fue en julio de 1962). El trazado de Goodwood limitó la velocidad del coche (la dirección solo podía girar 4 grados), conformándose con alcanzar en una vuelta un máximo de 100 mph en la recta principal.

## Bonneville, 1960

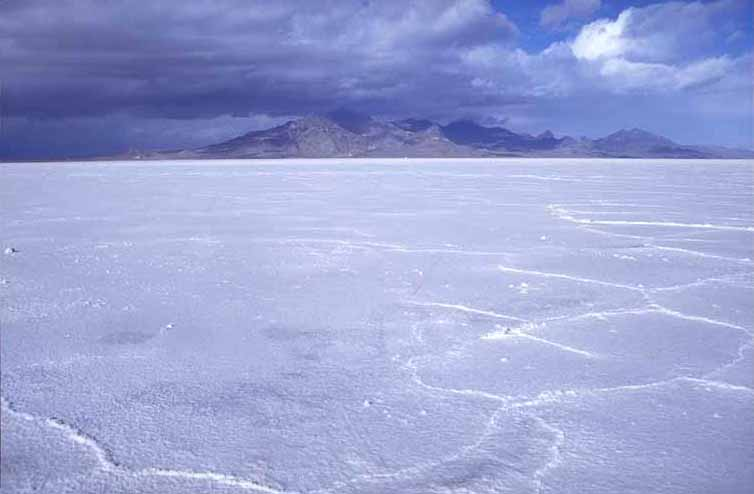
El Salar de Bonneville durante el verano.

Tras las pruebas a baja velocidad en Goodwood, el CN7 fue llevado al salar de Bonneville en Utah, EE. UU., escenario del último récord de Malcolm Campbell (padre de Donald) en 1935. A comienzos de septiembre, el CN7 aceleró en 24 segundos desde salida parada hasta justo por debajo de las 400 millas por hora (640 km/h), cubriendo 1,5 millas mientras utilizaba aproximadamente el 80% de la potencia total del motor. A pesar del cuantioso patrocinio de BP, Dunlop y de otras muchas compañías británicas de la industria del motor, no se pudo batir el récord, y el CN7 quedó severamente averiado durante un accidente a alta velocidad ocurrido el 16 de septiembre. Campbell sufrió una fractura en la base del cráneo, diversos cortes y contusiones, y se le reventó un tímpano. Convaleció en California hasta noviembre de 1960. Entretanto, ya se habían dispuesto los planes necesarios para reconstruir el CN7 con vistas a un posterior intento.
La confianza de Campbell quedó severamente afectada, padeciendo ligeros ataques de pánico, y durante algún tiempo dudó de si volvería a intentar batir el récord. Como parte de su recuperación aprendió a pilotar avionetas, lo que le ayudó a recuperar la confianza perdida. En 1961 ya estaba en vías de recuperarse totalmente, confirmando su decisión de reconstruir el CN7.

## Lago Eyre, 1963

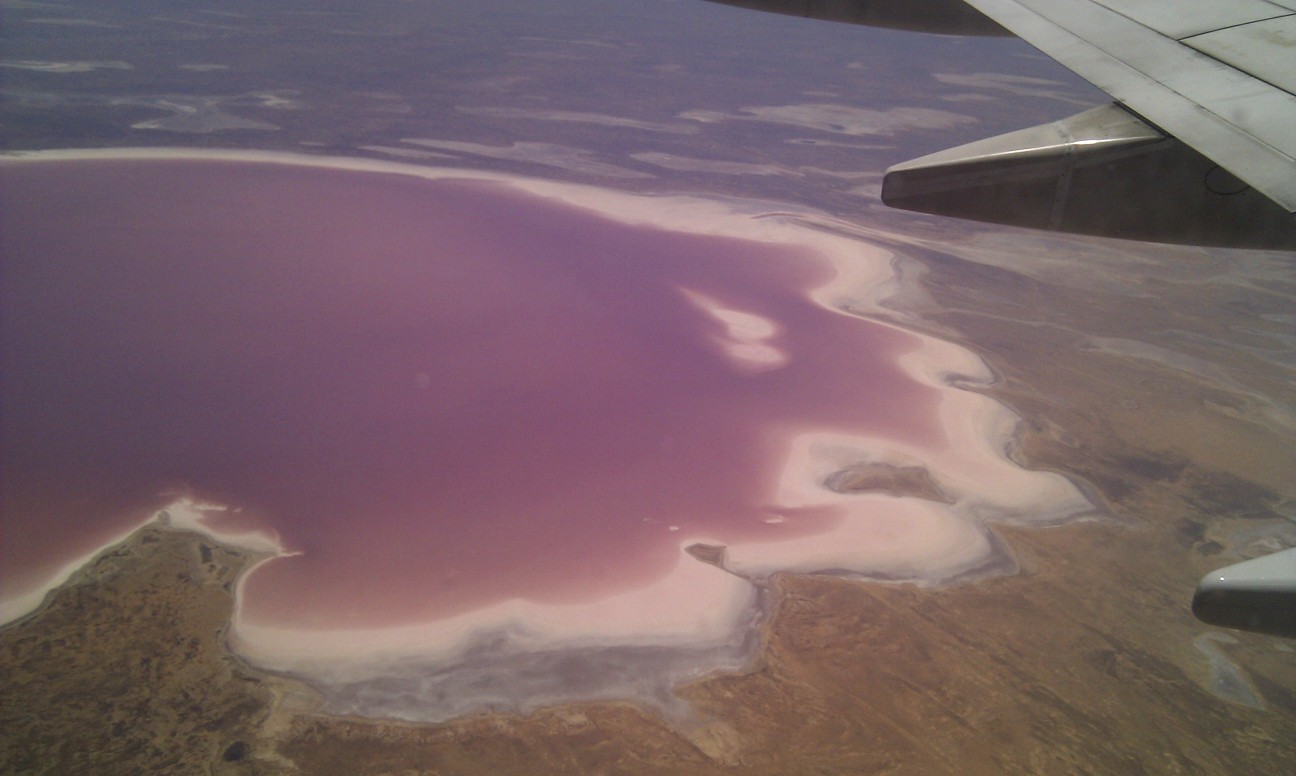
Vista aérea del lago Eyre (2012)

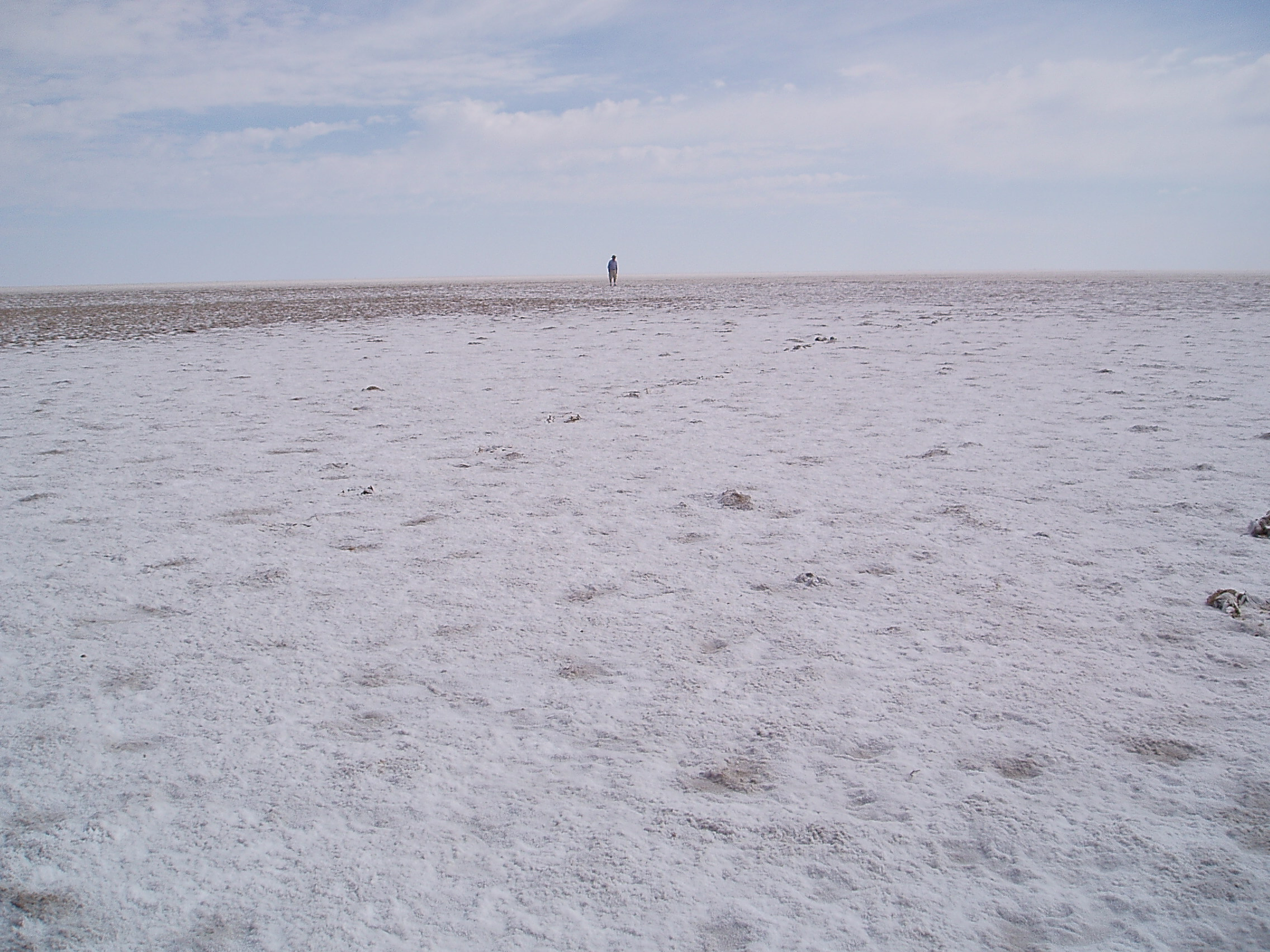
Costra de sal en el lecho del lago seco

En 1962 se completó la reconstrucción del coche, con una serie de mejoras que incluían cerraduras diferenciales y una gran aleta estabilizadora vertical. Después de las nuevas pruebas iniciales en Goodwood, se reforzó con fibra de vidrio la cabina del piloto, y el CN7 fue embarcado hacia Australia para un nuevo intento de récord en el Lago Eyre en 1963.
El Lago Eyre fue la ubicación elegida por disponer de un lecho seco y prácticamente plano de 1170 km², donde la lluvia no había caído en los 20 últimos años, y con una trayecto rectilíneo de 32 km cubierto por una costra de sal tan dura como el hormigón, disponible para ser utilizado como pista para batir el récord.  Cuando Campbell llegó a finales de marzo con vistas a realizar un intento en mayo, cayó la primera lluvia ligera. El Bluebird empezó a correr a primeros de mayo, pero una vez más apareció la lluvia, dificultando la obtención de velocidades elevadas. A finales de mayo la lluvia se hizo torrencial y la cuenca del Eyre se inundó. Una noche, Campbell tuvo que sacar precipitadamente el CN7 del lago para evitar que quedase sumergido por la crecida de las aguas. El intento de 1963 se había dado por finalizado. El nuevo fracaso de Campbell fue muy criticado por la prensa, pese a que las condiciones meteorológicas habían hecho imposible lograr su objetivo. BP canceló su patrocinio al final del año.

## Lago Eyre, 1964

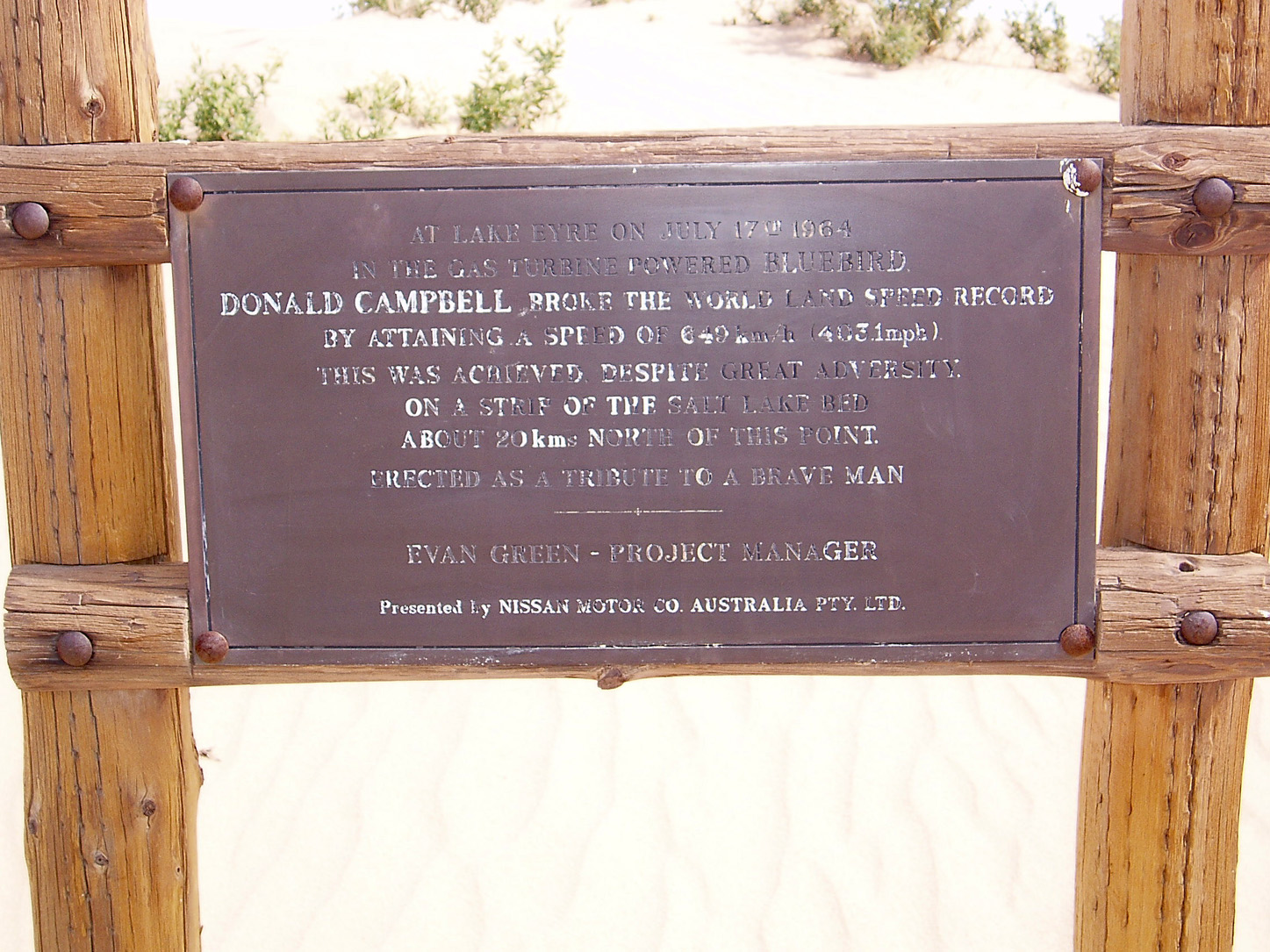
Placa conmemorativa del récord de Campbell (Level Post Bay, Lago Eyre)

Campbell y su equipo regresaron al Lago Eyre en 1964, con el patrocinio de la compañía petrolífera australiana Ampol, pero la superficie de sal nunca recuperó el magnífico estado que presentaba en 1962 y Campbell tuvo que batallar con el CN7 para lograr velocidades récord (por encima de 400 millas por hora). Después de una lluvia ligera en junio, el lago finalmente empezó a secarse lo suficiente como para realizar un nuevo intento. El 17 de julio de 1964, Campbell marcó un récord mundial de 403,10 millas por hora (648.73 km/h) para un vehículo de cuatro ruedas (Clase A), aunque quedó algo decepcionado con esta marca porque el vehículo había sido diseñado para alcanzar 500 millas por hora (800 km/h). El CN7 cubrió el tercio final de la milla a una media de 429 millas por hora (690 km/h), con un pico de 440 millas por hora (710 km/h). Si la superficie de sal hubiera estado completamente endurecida y seca a lo largo del tramo de 15 millas de longitud originalmente previsto, el CN7 habría establecido muy probablemente un récord claramente por encima de las 450 millas por hora (720 km/h), y seguramente se hubiese acercado a las 500 millas por hora  (800 km/h), velocidad a la que ningún coche con ruedas tractoras se ha acercado. Campbell encargó al escritor John Pearson la crónica de este intento, relatado en un libro aclamado por la crítica titulado "Bluebird and the Dead Lake," (Bluebird y el Lago Muerto), publicado por la editorial Collins en 1965.

## Después del récord

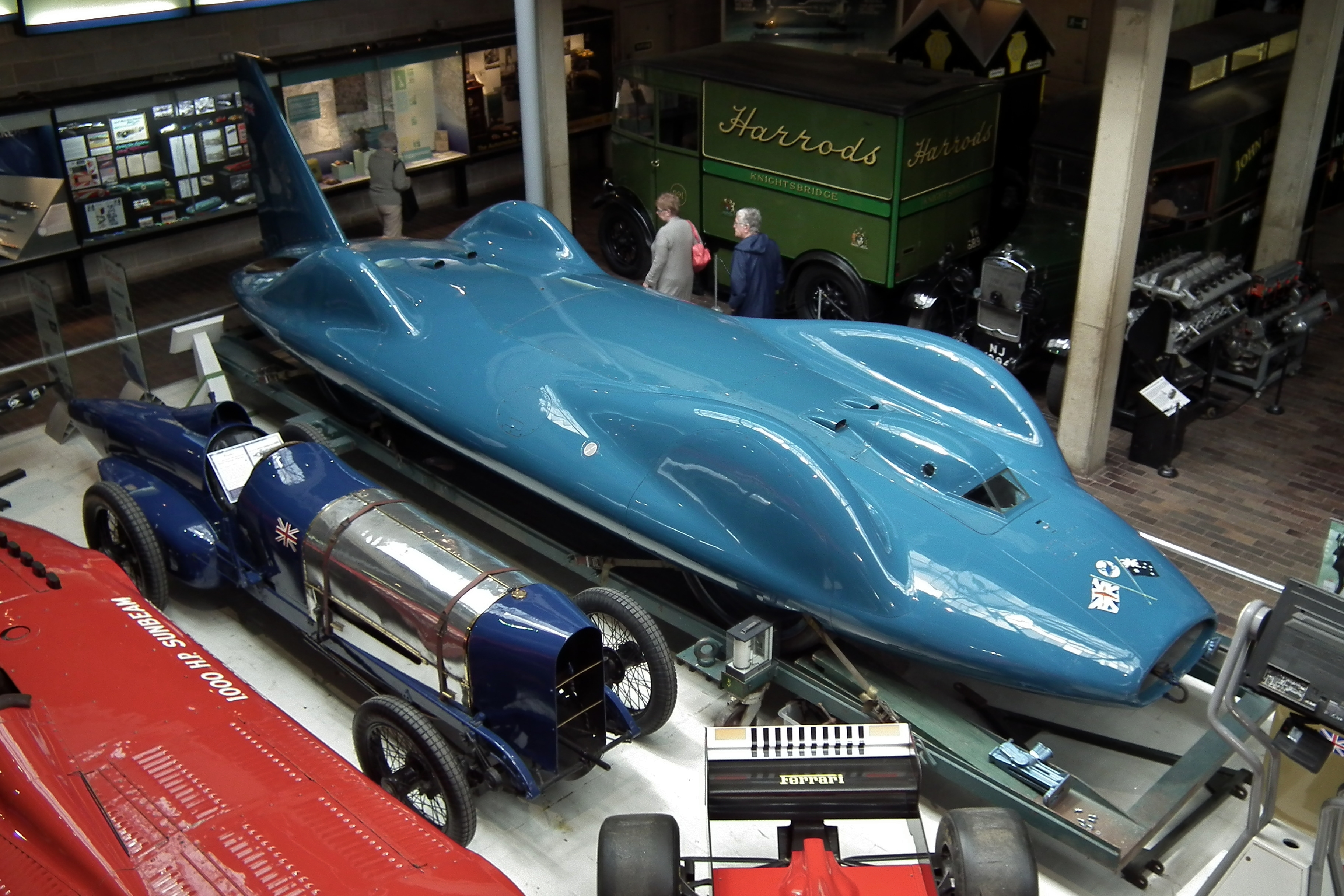
Blue Bird con otros coches de récord, exhibido en el Museo del Motor Nacional de Beaulieu (Reino Unido)

Para celebrar el récord, Campbell condujo el CN7 a través de las calles de la capital de Australia del Sur, Adelaida, en una presentación junto al ayuntamiento de la ciudad ante una multitud de más de 200.000 personas. El Bluebird apareció profusamente en los medios de comunicación de Australia y el Reino Unido después de su regreso en noviembre de 1964.
En junio de 1966, el vehículo de Campbell realizó una demostración en la base de la RAF de Debden en Essex, conducido por Peter Bolton. El coche chocó durante un recorrido a una velocidad no muy alta, causando daños en la carrocería y en la suspensión delantera. Fue reparado, pero Campbell ya no consiguió obtener las velocidades que pretendía. En consecuencia, continuó con sus planes para un nuevo coche a reacción, el Bluebird Mach 1.1, con el objetivo de llevar el récord hasta la velocidad del sonido. Sin embargo, Campbell murió en un accidente en enero de 1967, cuando intentaba batir el récord de velocidad sobre el agua en su hidroplano Bluebird K7.
El CN7 fue finalmente restaurado en 1969, pero nunca ha vuelto a correr a pleno rendimiento otra vez. En 1969, la viuda de Campbell, Tonia Bern-Campbell, llegó a un acuerdo con Lynn Garrison, Presidente de Craig Breedlove y Asociados, con la idea de que el piloto Craig Breedlove corriera con el Bluebird en el salar de Bonneville. Este acuerdo fue cancelado cuando el proyecto paralelo de la versión supersónica del Spirit of America no pudo encontrar financiación.[cita requerida]
Cedido en 1972 a una exposición permanente en el Museo del Motor Nacional de Beaulieu, Inglaterra, en enero de 2017 todavía se exhibía allí.
En enero de 2012, Adrian Newey, diseñador automovilístico de Fórmula 1 de la escudería Red Bull y previamente de Williams y McLaren, alabó el diseño del Bluebird CN7 en la revista Racecar Engineering Magazine:

Creo que uno de los mayores avances en los coches de carreras, aunque estrictamente no era uno, fue el Bluebird. Podría decirse que en su época era el vehículo más avanzado. El "Bluebird Proteus CN7" fue el coche usado por Donald Campbell para establecer el récord de 403,1 millas por hora en julio de 1964, el último registro absoluto de velocidad conseguido por un automóvil propiamente dicho, impulsado por sus ruedas. Fue un coche revolucionario que incluyó un avanzado chasis con paneles de aluminio en nido de abeja, contó con suspensión totalmente independiente, e incorporó tracción a las cuatro ruedas. También incorporaba un cuadro de instrumentos elevado para Campbell. "Fue el primer coche en el que se identificó correctamente, y se utilizó, el efecto suelo", dice Newey. "La instalación de las turbinas de propulsión a chorro es una pesadilla, y se efectuó sobre un chasis monocasco concebido con una gran cantidad de estructuras ligeras. Fue construido de la misma manera que una aeronave, aunque en aquella época los equipos de coches de carreras no estaban haciendo eso. El coche se estructuró alrededor del motor de turbina de gas Bristol-Siddeley Proteus, capaz de desarrollar 4.000 caballos. Era un motor de turbina de gas de dos rodetes de flujo inverso, que fue especialmente modificado para tener un eje de transmisión en cada extremo del motor, y poder así separar las cajas de cambios de relación fija de cada eje. Fue diseñado para alcanzar 500 millas por hora, pero las condiciones de la superficie por el mal tiempo en 1963 y 1964 limitaron su rendimiento. Esto significa que su mejor tiempo registrado estuvo casi 100 mph por debajo de su capacidad hipotética. Es interesante observar que, si una réplica exacta se construyera hoy en día, y se llegase a alcanzar su potencial máximo, batiría el récord existente de 470,444 mph establecido por el Turbinator de Don Vesco en septiembre de 2001, y todavía sería actualmente el coche más rápido sobre ruedas de tracción.
Adrian Newey